# Мурманский вестник
«Му́рманский вестник» — ведущее ежедневное периодическое издание Мурманской области, посвященное актуальным проблемам общественной, политической и культурной жизни. Является официальным печатным органом Мурманской области. В газете ежедневно публикуются материалы журналистов, политологов, историков, искусствоведов, критиков.
Выходит с 22 января 1991 года. Тогда газета называлась « Советский Мурман». Первый главный редактор издания Станислав Наумович Дащинский. Учредителем газеты стал Мурманский областной совет народных депутатов. Тираж первого номера — 40500 экз.
С 26 октября 1993 года газета стала называться «Мурманский вестник». C этого же времени сменился её учредитель. Им стала Мурманская областная администрация. С 9 ноября 1995 года добавился ещё один учредитель — Мурманская областная дума.
С 13 июля 2006 года учредителями являются правительство Мурманской области и Мурманская областная дума.
Распространяется в Мурманской области.
Газета зарегистрирована в Северо-Западном региональном управлении Государственного комитета РФ по печати (г. Санкт-Петербург), рег. № П-0606.